# Yuri Ivanovich Pavlov
Yuri Ivanovisch Pavlov, en ruso: Юрий Иванович Павлов, nació en 1931, fue Embajador soviético.

## Biografía
De 1954 hasta 1965 fue miembro del aparato central del Ministerio de Asuntos Exteriores soviético.
De 1965 hasta 1970 fue funcionario de la Embajada de la URSS en el Reino Unido.
De 1970 hasta 1976 fue miembro del aparato central del Ministerio de Asuntos Exteriores soviético.
De 1976 hasta 1980 fue ministro consejero de la Embajada soviética en Australia.
De 1980 hasta 1982 fue miembro del aparato central del Ministerio de Asuntos Exteriores soviético.
Del  3 de diciembre de 1982 hasta el 22 de julio de 1987 era Embajador Extraordinario y Plenipotenciario de la URSS en Costa Rica.
Del 23 de agosto de 1990 hasta octubre de 1991 fue el último Embajador Extraordinario y Plenipotenciario de la URSS en Chile.